# Bitka pri San Romanu
Bitka pri San Romanu je niz treh slik florentinskega slikarja Paola Uccella, ki prikazuje dogodke, ki so se zgodili v bitki pri San Romanu med florentinskimi in sienskimi silami leta 1432. Pomembne so, ker razkrivajo razvoj linearne perspektive v zgodnji italijanski renesansi slikarstva in so nenavadne kot veliko posvetno naročilo. Slike so izdelane v jajčni temperi na lesenih ploščah, dolge vsaka več kot 3 metre. Po poročanju Nacionalne galerije v Londonu je plošče naročil član družine Bartolini Salimbeni v Firencah nekje med letoma 1435 in 1460. Slike so bile v 15. stoletju zelo občudovane; Lorenzo de' Medici jih je tako poželel, da je kupil eno, preostali dve pa si je dal prisilno pripeljati v Palazzo Medici Riccardi. Zdaj so razdeljene med tri zbirke, in sicer Nacionalno galerijo v Londonu, Galerijo Uffizi v Firencah in Musée du Louvre v Parizu.

## Predmet
Tri slike so: 
- Niccolò Mauruzi da Tolentino v bitki pri San Romanu (verjetno cca. 1438–1440), jajčna temperatura z orehovim in lanenim oljem na topolu, 182 × 320 cm, Narodna galerija, London.[2]
- Niccolò Mauruzi da Tolentino premaga Bernardino della Ciarda v bitki pri San Romanu (datirano negotovo, približno 1435–1455), tempera na lesu, 182 × 320 cm, Galleria degli Uffizi, Firence
- Protinapad Michelotta da Cotignole v bitki pri San Romanu (približno 1455), lesena plošča, 182 × 317 cm, Musée du Louvre, Pariz

Panel v Uffizi je bil verjetno zasnovan kot osrednja slika triptiha in je edini, ki ga je umetnik podpisal. Najpogostejše soglasje umetnostnih zgodovinarjev o vrstnem redu je: London, Uffizi, Louvre, čeprav so bili predlagani tudi drugi. Lahko predstavljajo različne čase dneva: zora (London), sredi dneva (Firence) in mrak (Pariz) - bitka je trajala osem ur.
Na londonski sliki je viden Niccolò da Tolentino s svojim velikim zlatim in rdečim vzorčastim klobukom, ki vodi florentinsko konjenico. Imel je sloves nepremišljenosti in sploh ne nosi čelade, čeprav je poslal dva glasnika (odhod obeh glasnikov, upodobljen središče, zgoraj), da bi sporočil svoji zavezniški vojski v Attendolo, naj pohiti na pomoč, ko se sooča superiorna sila. V ospredju so zlomljena kopja in mrtvi vojak skrbno pravokotno poravnani, da bi ustvarili vtis perspektive. Podobno kot s tapiserijo se tudi pokrajina dviga v slikovni ravnini, namesto da bi se globoko umaknila v vesolje. Ta iluzija ozadja in perspektivne teme, ki spominja na oder, prikazuje vojno kot gledališko predstavo. Tri slike so bile zasnovane tako, da so obešene na treh različnih stenah sobe in s perspektivo, oblikovano za to višino, kar predstavlja številne navidezne nepravilnosti v perspektivi, če jih vidimo na fotografijah ali na normalni višini galerije.
Številna področja slik so bila prekrita z zlatimi in srebrnimi listi. Medtem ko je zlati list, kakršen je bil na okrasih neveste, še vedno svetel, je srebrn list, ki ga najdemo zlasti na oklepih vojakov, oksidiral do dolgočasno sive ali črne barve. Prvotni vtis požgane srebra bi bil zaslepljujoč. Vse slike, zlasti tista v Louvru, so trpele zaradi časa in zgodnje restavriranja, veliko področij pa je izgubilo modeliranje. [2]
Paneli so bili tema v BBC-jeve serije Zasebno življenje mojstrovine, 2005

## V popularni kulturi
Temnega konja na panelu v Louvru, kjer je na konju Micheletto Attendolo, je mogoče videti naslikano v tapiseriji in sicer v prvem segmentu ("Metzengerstein") omibus filma iz leta 1968 Duhovi mrtvih. V četrti epizodi (poroka Lukrecije) TV serije Borgijci iz leta 2011, londonski in panel iz Louvra krasita stene jedilnice florentinskega princa, ko ga kardinal Della Rovere obišče v Firencah.